# Neil Bridgewater
Neil Bridgewater (3 de diciembre de 1967) es un deportista británico que compitió en tiro con arco, en las modalidades de arco recurvo y arco compuesto.
Ganó una medalla de oro en el Campeonato Europeo de Tiro con Arco al Aire Libre de 2018 y una medalla de bronce en el Campeonato Europeo de Tiro con Arco en Sala de 2002, ambas en la prueba de equipo.

## Palmarés internacional
| Campeonato Europeo en Sala | Campeonato Europeo en Sala | Campeonato Europeo en Sala | Campeonato Europeo en Sala |
| Año                        | Lugar                      | Medalla                    | Prueba                     |
| -------------------------- | -------------------------- | -------------------------- | -------------------------- |
| 2002                       | Ankara (Turquía)           | Medalla de bronce          | Equipo                     |

| Campeonato Europeo al Aire Libre | Campeonato Europeo al Aire Libre | Campeonato Europeo al Aire Libre | Campeonato Europeo al Aire Libre |
| Año                              | Lugar                            | Medalla                          | Prueba                           |
| -------------------------------- | -------------------------------- | -------------------------------- | -------------------------------- |
| 2018                             | Legnica (Polonia)                | Medalla de oro                   | Equipo                           |